# Informationssystem
Ett informationssystem eller IT-system definieras ofta som ett system som ger IT-stöd och används för att samla in, lagra, bearbeta och distribuera information för ett domän och därigenom stödjer kommunikation och arbete inom och mellan organisationer. Den här definitionen består egentligen av tre delar. För det första beskriver den uppbyggnaden av ett informationssystem, att det utnyttjar IT. För det andra beskrivs informationssystemets funktioner, att samla in, lagra, bearbeta och distribuera information för ett domän (domänet är ofta en verksamhet inom en organisation men kan också vara, till exempel, ett fordon, en persons sjukdomshistoria eller ett geografiskt område). För det tredje beskrivs syftet med ett informationssystem, att stödja kommunikation och arbeten. 
I vid bemärkelse innefattar informationsystemet inte bara ett datorsystems program- och maskinvara, kommunikationsteknologi och informationsinnehåll, utan även dess användare och deras organisationsprocesser. Informationssystem delas traditionellt in i system för administrativ databehandling (ADB), idag ofta kallat affärssystem, som främst understödjer affärsprocesser där människor är aktörer, och teknisk databehandling (TDB), som främst understödjer maskiner och andra informationssystem. 
Det engelska akademiska ämnet Information systems motsvarar svenskans systemvetenskap eller informatik, och överlappar även med datavetenskap, datateknik och informationsteknologi.

## Uppbyggnad av informationssystem
Ett informationssystem är uppbyggt av människor, information och informationsteknik som samlar in, lagrar, bearbetar och distribuerar information. Bearbetningen av informationen sker i processer som kan vara manuella eller automatiserade och där både människor och teknik samverkar. Ibland används ordet "informationssystem" i en snäv bemärkelse för att beteckna endast de informationstekniska komponenterna i systemet. Den viktigaste teknikkomponenten är Databaser, som kan lagra data. Vidare används ofta processhanterare som sköter flödet av information och arbetsuppgifter mellan olika aktörer i informationssystemet. Numera görs funktionerna i ett informationssystem ofta tillgänglig via programvarutjänster som är uppbyggda enligt en tjänsteorienterad arkitektur, SOA.

## Funktionerna i ett informationssystem

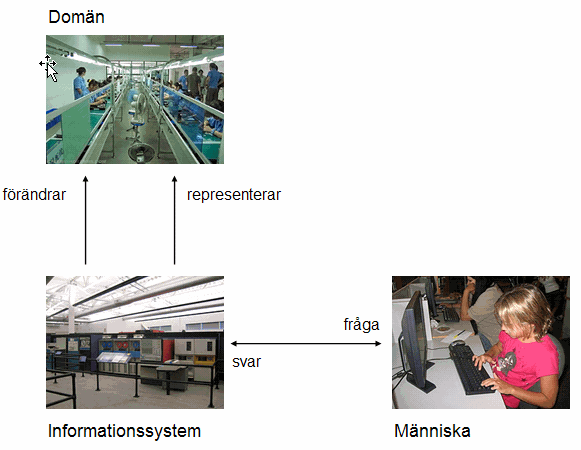
Ett informationssystems funktioner

Ett informationssystem samlar in, lagrar, bearbetar och distribuerar information om en domän. Dessa är alltså de viktigaste funktionerna hos ett informationssystem. Man kan också säga att ett informationssystem har tre huvudfunktioner: en minnesfunktion, en informationsfunktion och en handlingsfunktion.
- Minnesfunktionen innebär att informationssystemet upprätthåller en intern representation av en domän och därigenom minns fakta om denna domän. Det kan till exempel ske i form av tabeller som innehåller information om anställdas arbetsuppgifter och löner i ett företag. För att informationssystemet skall kunna minnas fakta krävs att det samlar in dessa fakta, vilket kan ske antingen manuellt eller automatiskt. Vid manuell insamling så finns en människa som matar in nya uppgifter till systemet, till exempel kan en sekreterare lägga in uppgifter om nya löner för ett företags anställda. Vid automatisk insamling så hämtar systemet direkt data från omgivningen via sensorer, till exempel en termometer som mäter temperaturen i en byggnad.
- Informationsfunktionen innebär att en människa kan få information om en domän genom att ställa frågor till ett informationssystem. I princip kan människan skaffa sig denna information genom att direkt studera domänen men det är krångligt och i många fall praktiskt omöjligt. Det är till exempel lättare att fråga informationssystemet om lagersaldot för en viss vara istället för att gå ner på lagret och titta efter på den hylla där varan finns. Ett system kan också själv ta initiativ och informera människor vid speciella händelser, till exempel då temperaturen i ett rum sjunkit under en viss nivå.
- Handlingsfunktionen innebär att ett informationssystem kan utföra handlingar och därigenom direkt påverka och förändra domänen. Ett klassiskt exempel på detta är ett lagerhanteringssystem som automatiskt beställer leverans av en vara då den börjar ta slut på lagret. En människa kan också utföra en handling som påverkar domänen genom själva informationssystemet, till exempel ge en kund en bonus.

## Syfte med informationssystem
Syftet med att skaffa ett informationssystem inom en organisation kan vara att man vill effektivisera organisationen, höja konkurrenskraften, få fördelar gentemot konkurrenterna genom att ha god information om alla led inom den egna organisationen och snabbt kunna få statistik över utvalda delar av organisationen. Informationssystem kan också göra det möjligt att erbjuda helt nya produkter och tjänster samt att koppla samman organisationer i nya konstellationer, till exempel virtuella företag.

## Olika typer av informationssystem

### Transaktionshanteringssystem
Ett transaktionshanteringssystem är ett grundläggande informationssystem som kan hålla ordning på stora volymer av information om till exempel kunder, order, leveranser, lagerstatus, fakturor eller löner. I regel har stora organisationer flera olika transaktionshanteringssystem för att ledningen ska ha tillgång till mer information som sedan sammanställs i deras hierarkiskt sett högre informationssystem där det lagras information om en utvald kunds order och utifrån den informationen kan företaget sedan skicka ut specialgjord reklam.

### Management-informationssystem
Management-informationssystem kallas ibland för varnande informationssystem då deras huvudsakliga uppgift är att varna användaren vid vissa händelser, till exempel då en produkt börjar sälja sämre och produktionen måste minskas eller om en produkt börjar sälja mycket mer och produktionen behöver ökas. Informationen som leder till att systemet varnar kommer från information från andra hierarkiskt sett underliggande informationssystem som sedan management informationssystemet skapar ny data ifrån.

### Ledningsinformationssystem
Ett ledningsinformationssystem (eng. Management Information Systems, ofta förkortat MIS) är ett informationsystem avsett att hjälpa ett företags ledning att finna specifik information för att denna därigenom skall kunna agera snabbare och riktigare och vinna konkurrensfördelar för företaget.
Med hjälp av ett ledningsinformationssystem kan man till exempel följa valuta- och varuflöden i realtid. Ledningsinformationssystem kan också producera sammanfattande rapporter, till exempel rapporter om total försäljning.
Till ledningens främsta uppgifter inom ett företag hör att fatta beslut, att optimera företagets output. Beslutsfattande underlättas betydligt med hjälp av olika stödsystem, ledningsinformationssystem. Denna typ av informationssystem behövs främst eftersom relevant och tillräcklig information behöver ligga till underlag vid viktiga beslut.
Det finns särskilda informationssystem utvecklade för att hjälpa ledningen i dess arbete, så kallade strategiska informationssystem. Ledningsinformationssystem är ganska likt ett management informationssystem med den skillnaden att ledningen kan manipulera data för att få reda på vad olika scenarier skulle få för effekter på verksamheten. Ett exempel på detta är att informationssystemet ritar upp ett diagram över hur produkt "x" sålt i region "a" månad för månad de senaste tolv månaderna. Sedan kan ledningen välja att skriva in att produkt "x" sålt tio procent mer för att se vad det blir för resultat och om det kanske vore lönsamt att satsa mer på en viss marknad.
Decision Support System
Alla dessa datorbaserade informationssystem går under namnet decision support system (DSS), beslutsstödssystem, och är ämnade att lösa semistrukturerade och ostrukturerade problem som företagsledningen kan tänkas ha. DSS kan bl.a. undersöka flera olika lösningsalternativ, erbjuda systematisk analys av risker och kan integreras med företagets övriga kommunikationssystem och databaser.
Executive Information System (EIS)
En kollektiv benämning för dessa informationsteknologier är management support system (MSS). Av dessa stöder executive information system (EIS) informationen för ledningen. Detta system går även under benämningen executive support system (ESS), och är databaserad teknologi avsedd speciellt för ledningen. Systemet möjliggör en snabb förmedling av rapporter i exakt rätt tid. EIS är mycket användarvänligt och stöds ofta av bra grafik. 
EIS innebär många olika tillämpningsmöjligheter. Drill-down är förmågan att på djupet analysera enstaka detaljer på olika hierarkiska nivåer inom företaget. En Ad-hoc analys kan konstrueras vid behov närsomhelst och innehålla alla relevanta faktorer. Med Exception reporting avser man rapportering som endast reagerar på avvikelser från upprättade standarder.
Marknaden för ledningsinformationssystem
Det finns ett stort antal olika applikationer avsedda för ledningen. Dessa kan vanligtvis modifieras och således anpassas för olika typer av organisationer.
Bland annat dessa applikationer utgör exempel på ledningsinformationssystem: 
- Business Objects/SAP
- The DI Diver Solution - Infotool
- Cognos 8 Business intelligence - Cognos/IBM
- ExOpen Web Reports - ExOpen Systems
- Hyperion/Essbase - Oracle
- Exformatics
- Hypergene - Hypergene AB
- Stratsys - Stratsys AB
- INSIKT - Trimma AB

### Kundintegrerat informationssystem
Ett kundintegrerat informationssystem är ett informationssystem som kunden själv kan interagera med. Detta är en smart lösning då det sparar pengar åt företaget på sikt då kunden själv gör en del av jobbet. Internetbanker och bankomater är exempel på kundintegrerade informationssystem.

## Informationssystem som akademiskt område

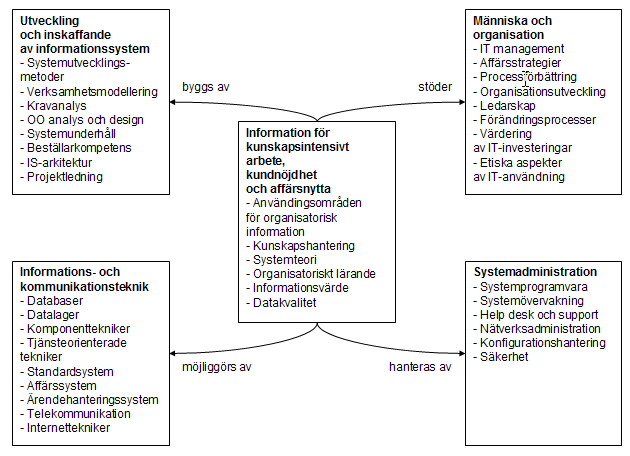
Ramverk för området informationssystem

Informationssystem som akademiskt område har haft en snabb utveckling under de senaste decennierna och är nu väl etablerat på de flesta universitet och högskolor över hela världen. Området har sin grund i såväl datavetenskap som företagsekonomi och utgör en bro mellan dessa båda ämnen. I Sverige kallas denna akademiska disciplin för systemvetenskap, informationssystem, eller informatik.
Bilden bredvid ger en översikt över områdets olika delar (bilden är baserad på artikeln "A Systemic Framework for the Field of Information Systems" av James Bacon och Brian Fitzgerald).
- Information för kunskapsintensivt arbete, kundnöjdhet och affärsnytta. Detta kan ses som det centrala delområdet för informationssystem och det som skiljer området från andra ämnen. Man studerar här hur informationssystem bidrar till att förse människor och organisationer med information så att de bättre kan utföra kunskapsintensivt arbete, göra kunder mer nöjda, och skapa nytta för en verksamhet. Kunskapsintensivt arbete inkluderar här beslutsfattande, verksamhetsstyrning och specialistarbete. Den information som ett informationssystem erbjuder måste vara till nytta för en kund, som kan vara antingen extern eller intern. Informationssystemet skall också ge nytta för en organisation, till exempel i form av lägre kostnader eller nya affärsmöjligheter. Viktiga delområden är här användningsområden för organisatorisk information, kunskapshantering, systemteori, organisatoriskt lärande, informationsvärde och datakvalitet.

- Utveckling och inskaffande av informationssystem. Utveckling av informationssystem handlar om verksamhetsanalys, kravinsamling, systemdesign och implementering. Det blir dock allt vanligare att man inte nyutvecklar system utan man istället sätter samman system från komponenter och tjänster eller baserar dem på standardsystem, till exempel affärssystem. Underhåll och vidareutveckling av informationssystem blir också allt viktigare. Centrala delområden är här systemutvecklingsmetoder, verksamhetsmodellering, kravanalys, objektorienterad analys och design, systemunderhåll, beställarkompetens, informationssystemarkitektur och projektledning.

- Människa och organisation. Informationssystemens uppgift är att stödja människor och organisationer. Vidare påverkar och förändrar informationssystemen människors arbetsvillkor och organisationer sätt att fungera. Därför behöver man studera informationssystem också med utgångspunkt från människors och organisationers förutsättningar, möjligheter och begränsningar. Viktiga delområden är IT management, affärsstrategier, processförbättring, organisationsutveckling, ledarskap och beteendevetenskapliga aspekter, förändringsprocesser, värdering av IT investeringar och etiska aspekter av IT användning.

- Informations- och kommunikationsteknik. Informationssystem bygger på IKT, informations- och kommunikationsteknik. Viktiga delområden är databaser, datalager, komponenttekniker, tjänsteorienterade tekniker, standardsystem, affärssystem, ärendehanteringssystem, telekommunikation och internettekniker.

- Systemadministration. Systemadministration har inte fått stor uppmärksamhet inom forskningen men har stor betydelse i praktiskt arbete. Viktiga delområden är systemprogramvara, systemövervakning, help desk, nätverksadministration, konfigurationshantering och säkerhet.